# جوزيف بونيل
جوزيف بونيل (بالفرنسية: Joseph Bonnel)‏ (مواليد 4 يناير 1939) هو لاعب كرة قدم. يلعب مع منتخب فرنسا لكرة القدم. سبق له أن لعب في كأس العالم لكرة القدم مع منتخب بلاده.

## روابط خارجية
- جوزيف بونيل على موقع قاعدة بيانات كرة القدم.إي يو (الإنجليزية)
- جوزيف بونيل على موقع ناشيونال فوتبول تيمز (الإنجليزية)
- جوزيف بونيل على موقع عالم كرة القدم.نت (الإنجليزية)